# Maciejowa (Jelenia Góra)

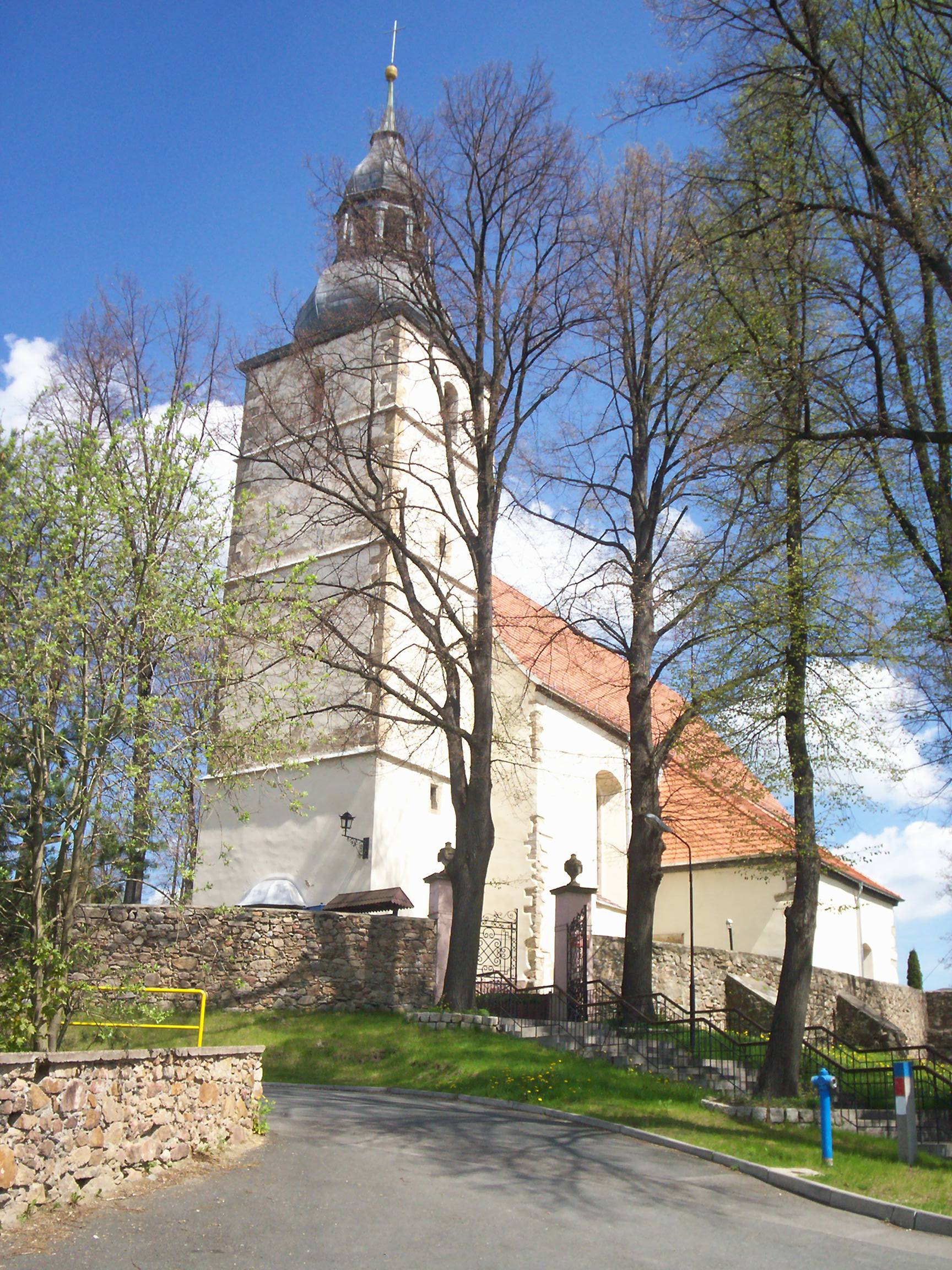
Dorfkirche (Aufnahme 2008)

Maciejowa (deutsch: Maiwaldau) ist ein Stadtteil von Jelenia Góra (Hirschberg im Riesengebirge) in der Woiwodschaft Niederschlesien in Polen.

## Geographische Lage
Die Ortschaft liegt im Hirschberger Tal des Bober-Katzbach-Gebirges in den westlichen Sudeten, etwa sechs Kilometer ostnordöstlich des Stadtkerns von Jelenia Góra (Hirschberg).

## Geschichte
Auf einem ehemaligen Exerzierplatz an der Landstraße Hirschberg–Maiwaldau sind Gräber der Hallstattkultur gefunden worden, Menschen siedelten in der näheren Umgebung also schon zu vorhistorischen Zeiten. 1387 lautete der Ortsname Meyenwalde.
Die Ortschaft befand sich vor Separation der grundherrlichen und bäuerlichen Verhältnisse im 19. Jahrhundert im Besitz adliger Familien. Um 1200 kam Dietrich von Zedlitz aus dem sächsischen Vogtland nach Schlesien, heiratete Jutta, eine Tochter des Wittich von Zirn auf Neukirch bei Schönau und nahm mit ihr seinen Sitz in Maiwaldau. Das Paar hatte neun Söhne, und Dietrich gilt deshalb als Ahnherr des schlesischen Familienzweigs der Zedlitz.  1251 baute Opitz von Zedlitz, der sich früher im Gefolge der hl. Hedwig befunden hatte, in Maiwaldau eine Kirche. Johann Ferdinand von Karwath erbaute hier das schöne Schloss Maiwaldau. Dessen Sohn Johann Franz, Graf Karwath auf Maiwaldau, war kaiserlicher Kammerherr und mit Katharina Karoline Gräfin Henckel, einer Tochter des freien Standesherrn Leo Ferdinand Graf Henckel-Donnersmarck, vermählt.  Um 1890 befand sich das Rittergut, zu dem eine Ziegelei sowie eine Säge- und Mahlmühle gehörten, im Besitz einer Frau Neumann, wohnhaft in Sablon bei Metz. Am 1. April 1927 hatte der Gutsbezirk Maiwaldau eine Flächengröße von 594 Hektar, und am 16. Juni 1925 wohnten hier 56 Personen.
Um 1930 gab es in Maiwaldau sechs Gasthäuser, drei Gemischtwarenhändler, eine Reihe von Handwerksbetrieben, Lieferanten und Dienstleistern sowie eine Niederlassung der Spar- und Darlehnskasse.
Im Jahr 1945 gehörte Maiwaldau zum Landkreis Hirschberg im Riesengebirge des Regierungsbezirks Liegnitz in der preußischen Provinz Schlesien des Deutschen Reichs. Maiwaldau war Sitz des gleichnamigen Amtsbezirks.
Nach Besetzung der Region gegen Ende des Zweiten Weltkriegs durch die Rote Armee im Frühjahr 1945 wurde Maiwaldau seitens der sowjetischen Besatzungsmacht der Volksrepublik Polen zur Verwaltung überlassen. In der Folgezeit wurde die einheimische Bevölkerung von der polnischen Administration aus Maiwaldau vertrieben oder an der Rückkehr gehindert.

### Demographie
| Jahr | Einwohner | Anmerkungen |
| ---- | --------- | --- |
| 1818 | 1092      | adliges Dorf |
| 1825 | 1177      | darunter 96 Katholiken; Dorf mit 191 Häusern, einem Schloss, einem Vorwerk, einer evangelischen Pfarrkirche und einer königlichen Chaussee-Zollstätte |
| 1840 | 1228      | darunter 119 Katholiken; Dorf mit 187 Häusern, einem Schloss, einem Vorwerk, einer evangelischen Pfarrkirche, einer katholischen Mutterkirche und einer königlichen Chaussee-Zollstätte |
| 1855 | 1210      | Pfarrdorf mit Schloss und Weberei |
| 1867 | 1086      | am 3. Dezember; davon 1086 in der Landgemeinde und 81 im Gutsbezirk |
| 1871 | 1112      | am 1. Dezember; davon 1028 in der Landgemeinde (938 Evangelische, 90 Katholiken) und 84 im Gutsbezirk (78 Evangelische sechs Katholiken) |
| 1905 | 1146      | am 1. Dezember; davon 1060 in der Landgemeinde, darunter 963 Evangelische (sämtlich mit deutscher Muttersprache) und 97 Katholiken (94 mit deutscher Muttersprache, zwei mit polnischer Muttersprache, ein Katholik spricht eine andere Sprache), sowie 86 im Gutsbezirk, darunter 72 Evangelische (sämtlich mit deutscher Muttersprache) und 14 Katholiken (sämtlich mit deutscher Muttersprache) |
| 1910 | 1119      | am 1. Dezember, davon 1064 in der Landgemeinde und 55 im Gutsbezirk |
| 1933 | 1246      | [ 15 ] |
| 1939 | 1361      | [ 15 ] |

## Religionen
Die vor 1945 in der Landgemeinde anwesende Bevölkerung war überwiegend evangelisch. Eine neue evangelische Kirche war 1742 erbaut worden.

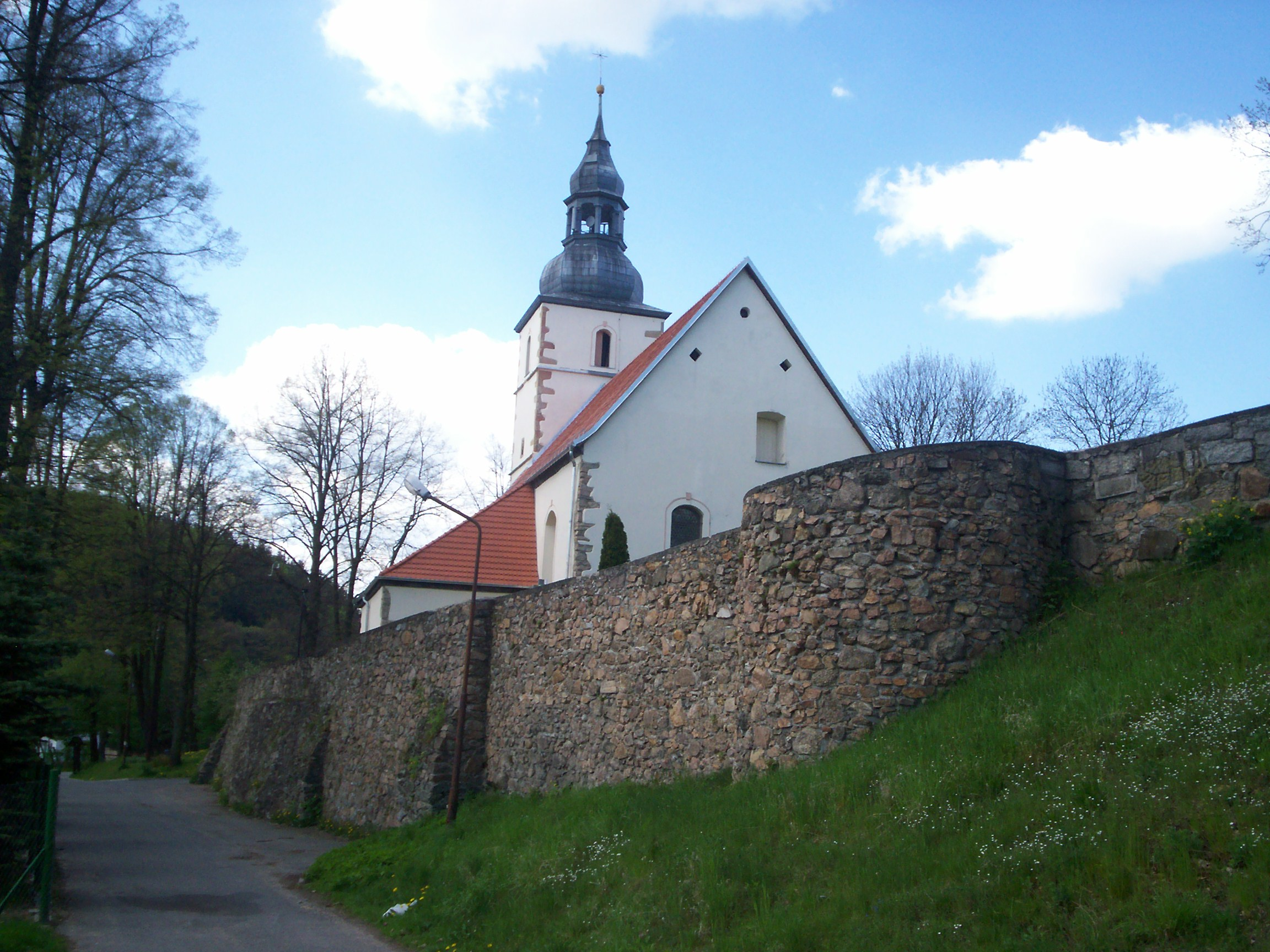
Dorfkirche

## Trivia
Vor 1945 soll entfernteren Nachbarn der Dörfer Straupitz, Maiwaldau und Lomnitz der verballhornende Spruch »Nun ruhen alle Wälder, die Straupser an Mewelder, nu schläft de ganze Lömz« geläufig gewesen sein, der einem bekannten Kirchenlied entlehnt ist.